# Handball-Panamerikameisterschaft der Frauen 1986
Die 1. Handball-Panamerikameisterschaft der Frauen 1986 fand vom 18. bis zum 23. August 1986 im brasilianischen Novo Hamburgo statt und wurde von der Pan-American Team Handball Federation (PATHF) veranstaltet. Die Meisterschaft fungierte als amerikanisches Qualifikationsturnier für die Handball-Weltmeisterschaft der Frauen 1986 in den Niederlanden, für das sich die Vereinigten Staaten qualifizieren konnten.
Des Weiteren wurde bei der Meisterschaft der 3. südamerikanische Meister ermittelt. Diesen Titel sicherten sich die Brasilianerinnen und machten den Titel-Hattrick perfekt.

## Spielplan

### Spiele
|                           | Ergebnis |             |
| ------------------------- | -------- | ----------- |
| Montag, 18. August 1986   |          |             |
| Kanada                    | 43:09    | Paraguay    |
| Vereinigte Staaten        | 35:06    | Argentinien |
| Brasilien                 | 29:07    | Uruguay     |
| Dienstag, 19. August 1986 |          |             |
| Vereinigte Staaten        | 31:06    | Uruguay     |
| Kanada                    | 33:09    | Argentinien |
| Brasilien                 | 27:17    | Paraguay    |
| Mittwoch, 20. August 1986 |          |             |
| Kanada                    | 37:06    | Uruguay     |
| Argentinien               | 14:11    | Paraguay    |
| Vereinigte Staaten        | 26:17    | Brasilien   |
| Freitag, 22. August 1986  |          |             |
| Argentinien               | 18:08    | Uruguay     |
| Vereinigte Staaten        | 48:09    | Paraguay    |
| Kanada                    | 24:18    | Brasilien   |
| Samstag, 23. August 1986  |          |             |
| Paraguay                  | 24:10    | Uruguay     |
| Vereinigte Staaten        | 28:22    | Kanada      |
| Brasilien                 | 18:05    | Argentinien |

### Abschlusstabelle
| Pl. | Land               | Sp. | S | U | N | Tore     | Diff. | Punkte | Qualifikation |
| --- | ------------------ | --- | - | - | - | -------- | ----- | ------ | ------------- |
| 1.  | Vereinigte Staaten | 5   | 5 | 0 | 0 | 0168:600 | +108  | 010:00 | WM 1986       |
| 2.  | Kanada             | 5   | 4 | 0 | 1 | 0159:700 | +89   | 08:20  | B-WM 1987     |
| 3.  | Brasilien          | 5   | 3 | 0 | 2 | 0109:790 | +30   | 06:40  | B-WM 1987     |
| 4.  | Argentinien        | 5   | 2 | 0 | 3 | 052:1050 | −53   | 04:60  |               |
| 5.  | Paraguay           | 5   | 1 | 0 | 4 | 070:1420 | −72   | 02:80  |               |
| 6.  | Uruguay            | 5   | 0 | 0 | 5 | 037:1390 | −102  | 00:100 |               |

#### Endstand der südamerikanischen Meisterschaft
Die zwischen Brasilien, Argentinien, Paraguay und Uruguay erzielten Ergebnisse, ergaben den Endstand der 3. südamerikanischen Meisterschaft.
| Pl. | Land        | Sp. | S | U | N | Tore    | Diff. | Punkte |
| --- | ----------- | --- | - | - | - | ------- | ----- | ------ |
| 1.  | Brasilien   | 3   | 3 | 0 | 0 | 074:290 | +45   | 06:00  |
| 2.  | Argentinien | 3   | 2 | 0 | 1 | 037:370 | ±0    | 04:20  |
| 3.  | Paraguay    | 3   | 1 | 0 | 2 | 052:510 | +1    | 02:40  |
| 4.  | Uruguay     | 3   | 0 | 0 | 3 | 025:710 | −46   | 00:60  |